# NGC 3784
NGC 3784 је спирална галаксија у сазвежђу Лав која се налази на NGC листи објеката дубоког неба.
Деклинација објекта је + 26° 18' 35" а ректасцензија 11h 39m 29,7s. Привидна величина (магнитуда) објекта NGC 3784 износи 14,4 а фотографска магнитуда 15,3. NGC 3784 је још познат и под ознакама MCG 5-28-6, CGCG 157-6, PGC 36147.